# August Becker (peintre)
Pour les articles homonymes, voir August Becker (SS) et Becker.

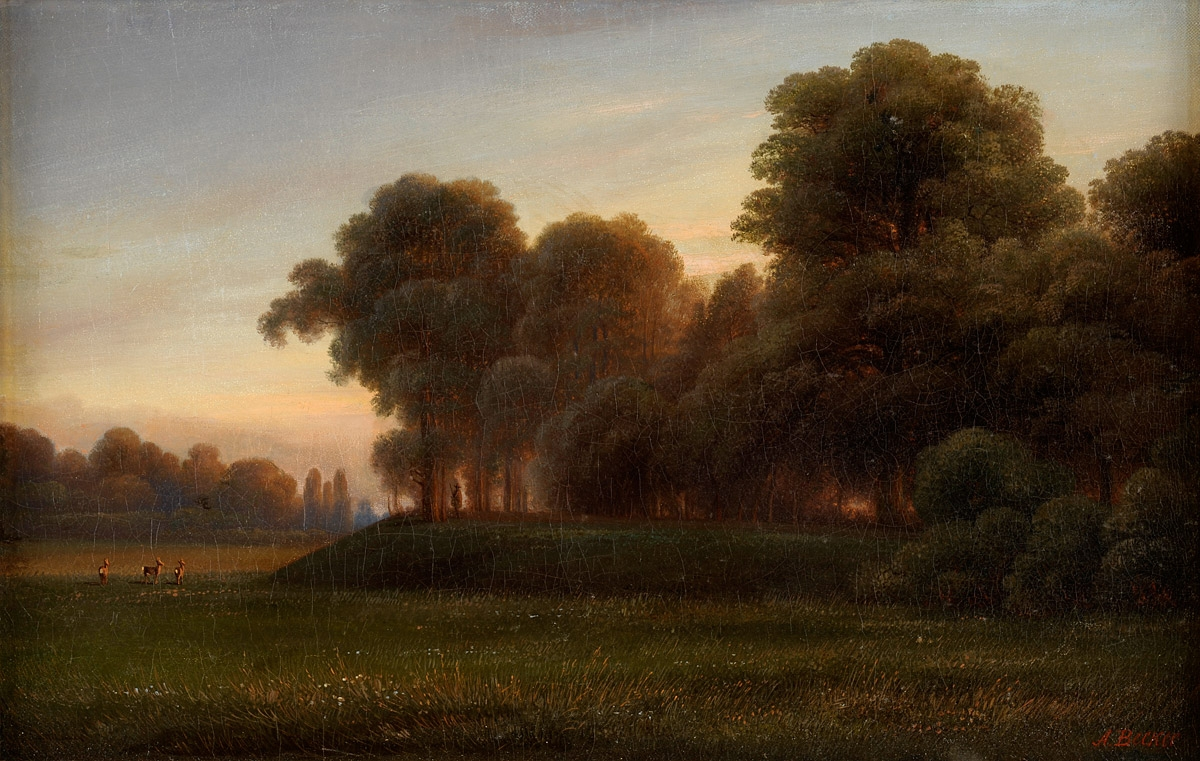
Attribué à August Becker, Chevreuils dans une clairière, localisation inconnue.

August Becker, né le 27 janvier 1821 à Darmstadt et mort le 19 décembre 1887 à Düsseldorf, est un peintre allemand.

## Biographie
August Becker fait son premier voyage d'études à Fischbachtal, Rüdesheim am Rhein et dans la vallée de la Nahe. Il peint beaucoup de paysages autour de Darmstadt, notamment dans l'Odenwald.
Pendant l'hiver 1841-1842, il arrive à Düsseldorf, où il vend plus de tableaux qu'à Darmstadt et gagne mieux sa vie.
En 1844, Becker fait un voyage en Norvège et peint des paysages de fjords.
En 1854, au moment où le naturalisme apparaît, il se rend à Londres pour visiter les musées. Son frère Ernst est depuis 1851 bibliothécaire et éducateur en Grande-Bretagne. Une rencontre est organisée avec Albert de Saxe-Cobourg-Gotha qui lui achètera plus tard le tableau Das Jungfraumassiv pour 80 livres sterling et l'offrira à la reine Victoria.
Depuis lors, Becker devient apprécié de la Cour anglaise. La reine Victoria lui achète des tableaux. En 1864, Becker voyage à l'invitation de la reine en Écosse, en 1869, il rend visite à la reine à sa maison de campagne à Osborne House sur l'île de Wight.
Son œuvre comprend quelque 360 peintures, dont environ 80 peintures et esquisses à l'huile ont été vendues à l'Angleterre.